# Utrechtse Golfclub Amelisweerd
De Utrechtse Golfclub Amelisweerd is een Nederlandse golfclub. De golfbaan ligt ten ZO van Utrecht naast het natuurgebied Amelisweerd. De club is opgericht in 1995.

## De baan
Het terrein, waar Gerard Jol een golfbaan van moest maken, was voorheen de Renbaan Mereveld met daarbij enkele omringende weilanden. Deze kale vlakte, waarin slechts enkele oude bomen stonden, is een natuurgebied geworden met veel nieuwe bomen en drie grote vijvers.

## Trivia
- In 2007 werd hier het Nationaal Open Dames gespeeld